# Блок настава
Блок настава је врста распоређивања школских часова која се користи у америчком К-12 систему, у којој сваки ученик има мање часова дневно. Чешће се јавља у вишим разредима основне школе и средњим школама. У оваквој настави, за сваки предмет се предвиђа дуже времена него уобичајено (нпр. 90 минута уместо 50). У једном облику блок наставе, ученици ће слушати један предмет сваки дан одређени број дана, након чега ће слушати други предмет. У нешто другачијем облику, часови се ротирају кроз променљив дневни циклус.
Блокови омогућавају више концентрације на поједине предмете, са мањим бројем часова на дневном нивоу — обично дупло мање него иначе.

## Опис
Према традиционалном америчком распоређивању наставе, ученици у средњој школи имају наставу дужине 45 минута из седам предмета дневно сваког дана у недељи у оквиру полугодишта. Пошто у години има два семестра, то је укупно 14 предмета. Неки ученици не похађају наставу за свих седам предмета. Стога постоји велика различитост, будући да сваки школски одбор има слободу одлучивања око услова за слушање неког предмета.
| Традиционална настава | Традиционална настава         | Традиционална настава         | Традиционална настава |
| Време                 | Прво полугодиште              | Друго полугодиште             |                       |
| --------------------- | ----------------------------- | ----------------------------- | --------------------- |
| Пре 09:45             | Елективне спортске активности | Елективне спортске активности |                       |
| 09:45 – 10:30         | Устав и право                 | Економија                     |                       |
| 10:30 – 11:15         | Француски                     | Француски                     |                       |
| 11:15 – 12:00         | Геометрија                    | Геометрија                    |                       |
| 12:00 – 13:00         | Ручак                         | Ручак                         |                       |
| 13:00 – 13:45         | Рачунарство 1                 | Рачунарство 2                 |                       |
| 13:45 – 14:30         | Биологија                     | Биологија                     |                       |
| 14:30 – 15:15         | Енглески                      | Енглески                      |                       |
| 15:15 – 16:00         | Физичко васпитање             | Физичко васпитање             |                       |

## Распореди
Осмишљени су многи облици блок наставе.

### Наизменични дани
Код блок наставе наизменичних дана (такође А/Б блок настава, пар/непар блок настава или дан 1/дан 2 блок настава) ученици читаве школске године једног дана похађају три или четири предмета, којима се посвећује по 90 до 120 минута, а онда наредног дана још три или четири предмета, и тако наизменично, што значи укупно шест или осам предмета годишње.

### 44 блок настава
Ученици похађају четири предмета, сваки око 90 минута дневно, сваког дана првог полугодишта, а онда похађају друга четири предмета сваког дана другог полугодишта. Овако похађају укупно осам предмета годишње.

### Валдорф блок настава
Валдорф школе традиционално користе мешовити приступ. Поједини предмети се уче у интензивним блоковима од три до пет недеља, познатим као блокови главних лекција, док се остали предмети уче у оквиру стандардних часова.

## Ефективност
"Тамо где смо могли да искомбинујемо податке за стварање величина сумарног ефекта, пронашли смо да 4x4 блок настава резултује бољим међупредметним успесима од традиционалне наставе. Међутим, просечни међупредметни успех би могао да прикрије лошије перформансе у неким предметима и боље перформансе у другим."
Систематски преглед блок наставе су такође спровели Диксон и др (2010) у EPPI центру и тај преглед наводи да не постоје значајни докази који би подржали увођење смерница за употребу блок наставе у средњим школама у Уједињеном Краљевству. Иако нису пронашли да постоје индиције да учешће у блок настави производи негативне исходе за ученике, такође позитивни ефекти блок наставе нису довољно јаки да би се препоручило њено увођење у школство.

## Критике
Неки критичари верују да неки предмети пате од недостатка дневног излагања материји, што се дешава са А/Б блок наставом. Предмети као што су математика, страни језици и музичко образовање могу имати користи од дневног похађања и негативне ефекте услед недостатка дневног похађања.
Студија са Универзитета у Вирџинији од 8.000 студената је пронашла да су студенти који су имали блок наставу у средњој школи имали горе успехе на универзитетским курсевима везаним за науку.
Неки ученици боље управљају својим временом када добијају дневне домаће задатке за сваки предмет, док се други ученици боље сналазе са већим домаћим задацима који су разбијени на више дана. За неке предмете постоји корист од дневних активности, док за неке друге предмете има више смисла давати ређе домаће пројекте. Премештање ученика у сред полугодишта између различитих школа може бити проблематично у случају да школе користе различите облике наставе.